# クーリガン・カーペンター数
クーリガン・カーペンター数（クーリガン・カーペンターすう、KC数と略す）は、流体力学において使われる無次元数の一つ。物体が1周期の間に動く領域の縦横の長さの比を表す。以下の公式で求められる。
{\displaystyle KC={\frac {TU_{max}}{D}}}
ただし、KC はKC数、T は振動の周期、Umax は最大速度、D は代表長さを意味する。これを用いることで、レイノルズ数だけでは判断しにくい、振動流中の円柱と平板の挙動についてよく記述することができる。